# Янцзянський землетрус (1969)
Землетрус у Янцзяні 1969 року стався 26 липня о 6:49 ранку за місцевим часом Пекіна (25 липня 22:49 UTC). Він мав величину 6,4 за шкалою величини моменту та максимальну сприйняту інтенсивність VIII (Сильний) за шкалою інтенсивності Меркаллі. Він вдарив по місту Янцзян, зруйнувавши понад 10 700 будинків і серйозно пошкодивши ще 36 000. Землетрус також спричинив зсуви та піщані вали, які спостерігалися вздовж узбережжя та вздовж деяких річок у районі Янцзян. Землетрус також відчувався в Гонконзі. Загалом було непідтверджено 3000 смертей.

## Тектонічна ситуація
Провінція Гуандун розташована в тектонічно стабільній частині Китаю, яка має відносно низьку сейсмічність. Область утворює частину пасивної межі між континентальною корою Китаю та океанічною корою північної частини Південнокитайського моря. У межах стабільного Південнокитайського блоку є три зони підвищеної активності землетрусів, одна з яких — сейсмічна зона південно-східного узбережжя Китаю, що проходить через провінції Гуандун і Фуцзянь. Ця зона розташовується після Південнокитайського морського складчастого поясу, який утворився в результаті субдукції під час пізньої юрської до ранньої крейди. В даний час територія знаходиться в режимі стиснення з максимальним горизонтальним напруженням, орієнтованим на північний захід — південний схід. Це є результатом триваючого зіткнення між Індійською та Євразійською плитами та субдукції Філіппінської морської плити.

## Землетрус
Землетрус стався на розломі з крутим падінням, що простягався майже зі сходу на захід. Фокальний механізм демонструє переважно правостороннє (правобічне) зсувне порушення. Магнітуда та кількість зареєстрованих форшоків і афтершоків були надзвичайно малими, враховуючи розмір головного поштовху. Цей землетрус є єдиною руйнівною подією в епіцентральній зоні в історичних записах.

## Пошкодження
Епіцентр лежав переважно в окрузі Янцзян, торкаючись площі 19 км на 10 км, витягнутий із заходу на схід. У цілому окрузі було повністю зруйновано 10 762 будинки, ще 35 965 були серйозно пошкоджені, а ще 90 840 зазнали певної шкоди. У Сіньї близько 1200 будинків зазнали певних ушкоджень, а кілька були зруйновані. Землетрус також сильно відчувався в містах Фенкай, Хуайцзі, Сіньчжун, Децін, Чжаоцін, Юнань, Цзенчен, Гаохе та Панью, хоча серйозних пошкоджень у цих районах не було. Також повідомлялося про незначні пошкодження в Гонконзі. Повідомлення про 3000 постраждалих внаслідок цього землетрусу називають «непідтвердженими».